# Linea Kintetsu Nagoya
La linea Kintetsu Nagoya (近鉄名古屋線?, Kintetsu Nagoya sen) è una lunga linea a gestione privata che collega la città giapponese di Nagoya con la prefettura di Mie passeo per diverse città a ovest di Nagoya, come Kuwana, Yokkaichi, Suzuka e Tsu. I treni espressi limitati che collegano Nagoya con Osaka utilizzano gran parte del tracciato. La linea ferroviaria corre pressoché parallela alle linee Kansai, Ise e Kisei, ma è la più veloce fra di esse a offrire il collegamento fra l'area del Chūbu e il Kinki. Presso la stazione di Ise Nakagawa, oltre che in direzione Osaka, è possibile avere collegamenti verso la linea Yamada, e la linea Shima, linee che entrambe portano verso i luoghi turistici della penisola di Shima.

## Storia
Parte della linea ferroviaria venne costruita e aperta per il 1915 dall'operatore privato Ferrovia elettrica di Ise (伊勢電気鉄道?, Ise Denki Testudō) con scartamento ridotto di 1067 mm. Dopo una complessa storia la linea venne assorbita dalla  Ferrovia elettrica Sangū Kyūkō (参宮急行電鉄?, Sangū Kyukō Dentetsu), uno dei predecessori della Kintetsu.
Dopo l'acquisizione del collegamento con Osaka attraverso la linea Kintetsu Ōsaka, vennero fatti molti sforzi per convincere i passeggeri a utilizzare la linea per lo spostamento, a causa della necessità di cambiare treno, essendo lo scartamento differente.
Nel 1959 il disastroso tifone Vera distrusse interamente la linea, e la Kintetsu decise di ricostruirla con scartamento ordinario (1.435 mm) per permettere ai treni di percorrere tutto il tragitto e connettere senza rotture di carico Nagoya con Osaka. Oggi la linea Kintetsu Nagoya, assieme alla Kintetsu Osaka, rappresenta il modo più rapido per spostarsi fra le due aree dopo il collegamento via Tōkaidō Shinkansen.

## Servizi ferroviari
LO  Locale (普通 futsū)
 Per Shiratsuka, Yokkaichi, Nagoya
 Per Tomiyoshi, Yokkaichi, Shiratsuka, Ise-Nakagawa
(I locali fermano in tutte le stazioni)

 SE  Semiespresso (準急 junkyū)
 Per Nagoya
 Per Tomiyoshi, Yokkaichi

 EX  Espresso (急行 kyūkō)
 Per Nagoya
 Per Ise-Nakagawa, Matsusaka, Ujiyamada, Toba

 EL  Espresso Limitato (特急 tokkyū)
 Per Nagoya
 Per Ōsaka Namba; via Nabari e Yamato-Yagi (Kashihara)
 Per Ujiyamada, Toba, Kashikojima
(Prenotazione dei posti e tariffa espresso limitato obbligatori)

 NS  Espresso Limitato non stop (ノンストップ特急 nonsutoppu tokkyū)
 Per Nagoya
 Per Ōsaka Namba
 Per Kashikojima
(Treni per Ōsaka Namba ogni ora)
(Treni per Kashikojima uno al giorno nei weekend)
(Prenotazione dei posti e tariffa espresso limitato obbligatori)

## Stazioni
| Legend | Legend               |
| ------ | -------------------- |
| ●      | Il treno ferma       |
| ○      | Alcuni treni fermano |
| \|     | I treni non fermano  |

| Stazione           | Giapponese | Distanza | Collegamenti | LO | SE | EX | EL | NS        | Posizione          | Posizione | Posizione |
| ------------------ | ---------- | -------- | --- | -- | -- | -- | -- | --------- | ------------------ | --------- | --------- |
| Kintetsu-Nagoya    | 近鉄名古屋 | 0.0      | Tōkaidō Shinkansen Linea principale Tōkaidō Linea principale Chūō Linea principale Kansai Linea Meitetsu Nagoya principale Linea Higashiyama Linea Sakura-dōri Linea Aonami | ●  | ●  | ●  | ●  | ●         | Nakamura-ku Nagoya | Aichi     |           |
| Komeno             | 米野       | 1.1      | | ●  | \| | \| | \| | \|        | Nakamura-ku Nagoya | Aichi     |           |
| Kogane             | 黄金       | 2.1      | | ●  | \| | \| | \| | \|        | Nakamura-ku Nagoya | Aichi     |           |
| Kasumori           | 烏森       | 2.8      | | ●  | \| | \| | \| | \|        | Nakamura-ku Nagoya | Aichi     |           |
| Kintetsu-Hatta     | 近鉄八田   | 3.8      | Linea principale Kansai Linea Higashiyama | ●  | \| | \| | \| | \|        | Nakamura-ku Nagoya | Aichi     |           |
| Fushiya            | 伏屋       | 6.4      | | ●  | \| | \| | \| | \|        | Nakagawa-ku        | Aichi     |           |
| Toda               | 戸田       | 8.4      | | ●  | \| | \| | \| | \|        | Nakagawa-ku        | Aichi     |           |
| Kintetsu-Kanie     | 近鉄蟹江   | 9.7      | | ●  | ●  | ●  | \| | \|        | Kanie              | Aichi     |           |
| Tomiyoshi          | 富吉       | 12.1     | | ●  | ●  | \| | \| | \|        | Kanie              | Aichi     |           |
| Sakogi             | 佐古木     | 13.7     | | ●  | ●  | \| | \| | \|        | Yatomi             | Aichi     |           |
| Kintetsu-Yatomi    | 近鉄弥富   | 16.1     | Linea principale Kansai Linea Meitetsu Bisai | ●  | ●  | ●  | \| | \|        | Yatomi             | Aichi     |           |
| Kintetsu-Nagashima | 近鉄長島   | 19.5     | | ●  | ●  | \| | \| | \|        | Kuwana             | Mie       |           |
| Kuwana             | 桑名       | 23.7     | Linea principale Kansai Linea Yōrō Linea Hokusei | ●  | ●  | ●  | ●  | \|        | Kuwana             | Mie       |           |
| Masuo              | 益生       | 24.8     | | ●  | ●  | \| | \| | \|        | Kuwana             | Mie       |           |
| Ise-Asahi          | 伊勢朝日   | 27.4     | | ●  | ●  | \| | \| | \|        | Asahi              | Mie       |           |
| Kawagoe Tomisuhara | 川越富洲原 | 30.0     | | ●  | ●  | \| | \| | \|        | Kawagoe            | Mie       |           |
| Kintetsu-Tomida    | 近鉄富田   | 31.6     | Ferrovia Sangi | ●  | ●  | ●  | \| | \|        | Yokkaichi          | Mie       |           |
| Kasumigaura        | 霞ヶ浦     | 33.5     | | ●  | ●  | \| | \| | \|        | Yokkaichi          | Mie       |           |
| Akuragawa          | 阿倉川     | 34.6     | | ●  | ●  | \| | \| | \|        | Yokkaichi          | Mie       |           |
| Kawaramachi        | 川原町     | 35.7     | | ●  | ●  | \| | \| | \|        | Yokkaichi          | Mie       |           |
| Kintetsu-Yokkaichi | 近鉄四日市 | 36.9     | Linea Kintetsu Yunoyama Linea Kintetsu Utsube | ●  | ●  | ●  | ●  | \|        | Yokkaichi          | Mie       |           |
| Shinshō            | 新正       | 38.1     | | ●  |    | \| | \| | \|        | Yokkaichi          | Mie       |           |
| Miyamado           | 海山道     | 39.6     | | ●  | \| | \| | \| |           | Yokkaichi          | Mie       |           |
| Shiohama           | 塩浜       | 40.8     | | ●  | ●  | \| | \| |           | Yokkaichi          | Mie       |           |
| Kita-Kusu          | 北楠       | 42.6     | | ●  | \| | \| | \| |           | Yokkaichi          | Mie       |           |
| Kusu               | 楠         | 44.2     | | ●  | \| | \| | \| |           | Yokkaichi          | Mie       |           |
| Nagonoura          | 長太ノ浦   | 45.6     | | ●  | \| | \| | \| | Suzuka    |                    | Mie       |           |
| Mida               | 箕田       | 47.0     | | ●  | \| | \| | \| | Suzuka    |                    | Mie       |           |
| Ise-Wakamatsu      | 伊勢若松   | 48.3     | Linea Kintetsu Suzuka | ●  | ●  | \| | \| | Suzuka    |                    | Mie       |           |
| Chiyozaki          | 千代崎     | 50.1     | | ●  | \| | \| | \| | Suzuka    |                    | Mie       |           |
| Shiroko            | 白子       | 52.9     | | ●  | ●  | ●  | \| | Suzuka    |                    | Mie       |           |
| Tsuzumigaura       | 鼓ヶ浦     | 54.1     | | ●  | \| | \| | \| | Suzuka    |                    | Mie       |           |
| Isoyama            | 磯山       | 56.0     | | ●  | \| | \| | \| | Suzuka    |                    | Mie       |           |
| Chisato            | 千里       | 57.9     | | ●  | \| | \| | \| | Tsu       |                    | Mie       |           |
| Toyotsu-Ueno       | 豊津上野   | 59.8     | | ●  | \| | \| | \| | Tsu       |                    | Mie       |           |
| Shiratsuka         | 白塚       | 61.7     | | ●  | \| | \| | \| | Tsu       |                    | Mie       |           |
| Takadahonzan       | 高田本山   | 64.1     | | ●  | \| | \| | \| | Tsu       |                    | Mie       |           |
| Edobashi           | 江戸橋     | 65.3     | | ●  | ●  | \| | \| | Tsu       |                    | Mie       |           |
| Tsu                | 津         | 66.5     | Linea principale Kisei Ferrovia di Ise | ●  | ●  | ●  | ●  | Tsu       |                    | Mie       |           |
| Tsu-shimmachi      | 津新町     | 68.8     | | ●  | ●  | \| | \| | Tsu       |                    | Mie       |           |
| Minamigaoka        | 南が丘     | 71.5     | | ●  | \| | \| | \| | Tsu       |                    | Mie       |           |
| Hisai              | 久居       | 74.0     | | ●  | ●  | ○  | \| | Tsu       |                    | Mie       |           |
| Momozono           | 桃園       | 75.5     | | ●  | \| | \| | \| | Tsu       |                    | Mie       |           |
| Ise-Nakagawa       | 伊勢中川   | 78.8     | Linea Kintetsu Ōsaka Linea Kintetsu Yamada | ●  | ●  | ●  | \| | Matsusaka |                    | Mie       |           |